# Kolovai (città)
Kolovai è una città di Tonga di 563 abitanti. 
Il villaggio è noto per la Lakalaka, la danza nazionale di Tonga. Inoltre nell'isola sono presenti molti Pteropus tonganus, una specie di Pteropodidae.
Solomone Ula Ata, primo ministro delle Tonga dal 1941 al 1949 nacque qui.

## Popolazione
Secondo il censimento del 2021 la popolazione di Kolovai ammontava a 563 abitanti.